# هولدن روبرتو
هولدن روبرتو هو بارتيزان وسياسي أنغولي، ولد في 12 يناير 1923 في مبانزا كونغو في أنغولا، وتوفي في 2 أغسطس 2007 في لواندا في أنغولا. نشط حزبياً في الجبهة الوطنية لتحرير أنغولا. وقد انتخب رئيس وزراء أنغولا ‏.

## وصلات خارجية
- هولدن روبرتو على موقع مونزينجر (الألمانية)